# Antonina Choroszy
Antonina Choroszy (ur. 30 listopada 1964 we Wrocławiu) – polska aktorka filmowa i teatralna.

## Życiorys
Ukończyła Pomaturalne Studium Kosmetyczne w Poznaniu, a w roku 1992 Wydział Aktorski we Wrocławiu Państwowej Wyższej Szkoły Teatralnej im. Ludwika Solskiego w Krakowie.
Od 1991 roku jest aktorką Teatru Nowego im. Tadeusza Łomnickiego w Poznaniu.
Jest dyslektyczką.

## Nagrody i odznaczenia
1994: XV Przegląd Piosenki Aktorskiej, wyróżnienie w konkursie razem z Bożeną Borowską-Kropielnicką.
1996: Srebrna Maska za rolę Maszy w Czajce Antona Czechowa.
1996: Nagroda ZASP im. Jacka Woszczerowicza za rolę drugoplanową na Kaliskich Spotkaniach Teatralnych za rolę Maszy w Czajce Antona Czechowa.
1997: Medal Młodej Sztuki za role w Czajce oraz Nie-Boskiej komedii.
1999: nagroda aktorska za rolę Grety w Pułapce Tadeusza Różewicza w reżyserii Krzysztofa Babickiego na V Ogólnopolskim Konkursie na Wystawienie Polskiej Sztuki Współczesnej.
2013:  nagroda za rolę Kobiety Dwudziestolecia w spektaklu Firma Pawła Demirskiego na 12. Festiwalu Prapremier w Bydgoszczy.
2013: Odznaka honorowa „Zasłużony dla Kultury Polskiej”
2014: Srebrna Maska za rolę Raniewskiej w Wiśniowym sadzie w reżyserii Izabelli Cywińskiej w Teatrze Nowym w Poznaniu.
2016: Nagroda publiczności dla najlepszej aktorki, za rolę Matki w spektaklu VERSUS na 7. Koszalińskich Konfrontacjach Młodych „m-teatr”.
2016: Brązowy Medal „Zasłużony Kulturze – Gloria Artis”.
2024: Srebrny Medal „Zasłużony Kulturze Gloria Artis” .

## Filmografia
- 2019: Pułapka jako Beata Rakowiec
- 2016: Artyści jako Diva
- 2013: Głęboka woda jako Beata Sierpień, adwokat Wiktora (odc. 20)
- 2012: Misja Afganistan jako matka Justyny (odc. 5 i 13)
- 2012: Prawo Agaty jako Kornecka, adwokat Adamowicza (odc. 12)
- 2010: Klub szalonych dziewic jako Strabużyńska, matka Mikołaja
- 2009: Sprawiedliwi jako siostra Klara
- 2005: Boża podszewka II jako Chora w szpitalu psychiatrycznym
- 2005–2007: Egzamin z życia jako Maria Oleszuk, matka Michała
- 2004–2007: Kryminalni jako Krymska, żona Krymskiego
- 2004–2006: Pensjonat pod Różą jako Barbara Białkowska, matka Adeli
- 2003: Chwała zwycięzcom jako Marianna
- 2000–2001: Miasteczko jako nauczycielka Anna
- 1999–2007: Na dobre i na złe jako doktor Katarzyna Jaskólska
- 1997: Piękna twarz jako głos
- 1996: Poznań 56 jako matka Piotrka
- 1996: Deszczowy żołnierz jako Anna Brodzka
- 1992: Mama – Nic jako opiekunka społeczna
- 1991: Kobieta na wojnie